# كليفورد ك. بيريمان
كليفورد ك. بيريمان (بالإنجليزية: Clifford K. Berryman)‏ هو رسام كارتون وصحفي أمريكي، ولد في 2 أبريل 1869 في Clifton, Kentucky ‏ في الولايات المتحدة، وتوفي في 11 ديسمبر 1949 في واشنطن العاصمة في الولايات المتحدة.

## معرض صور

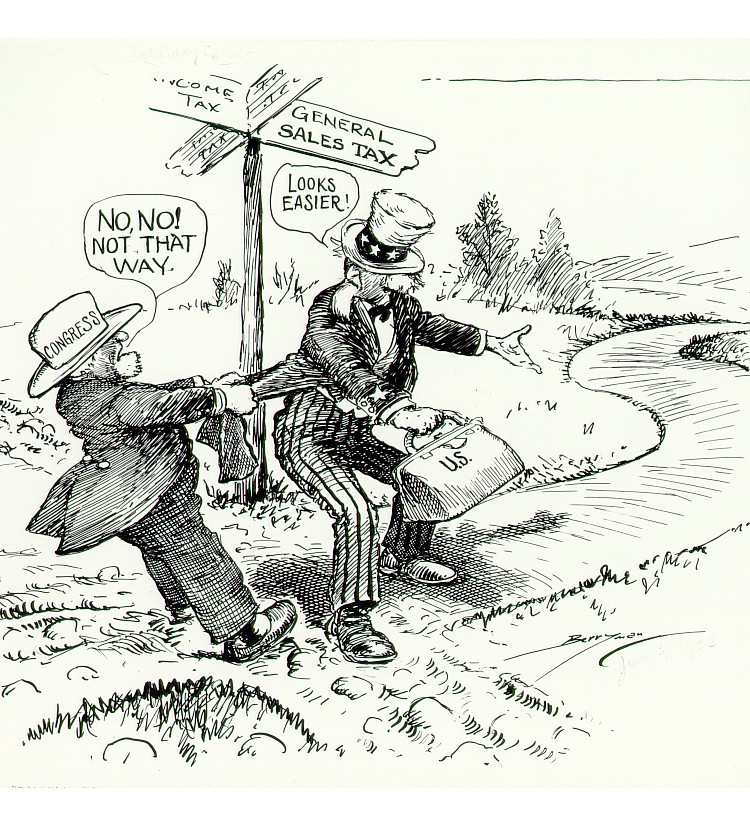
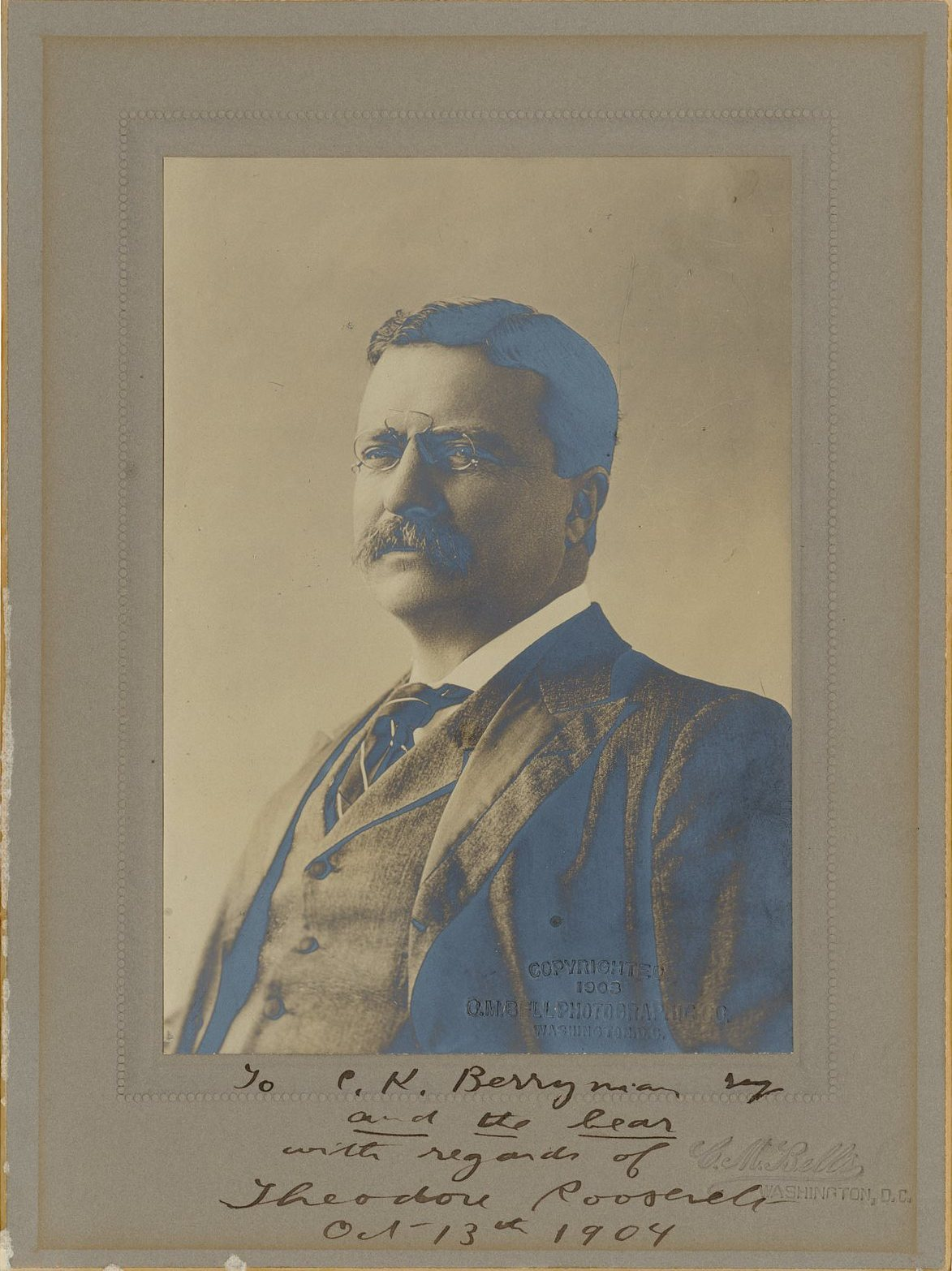
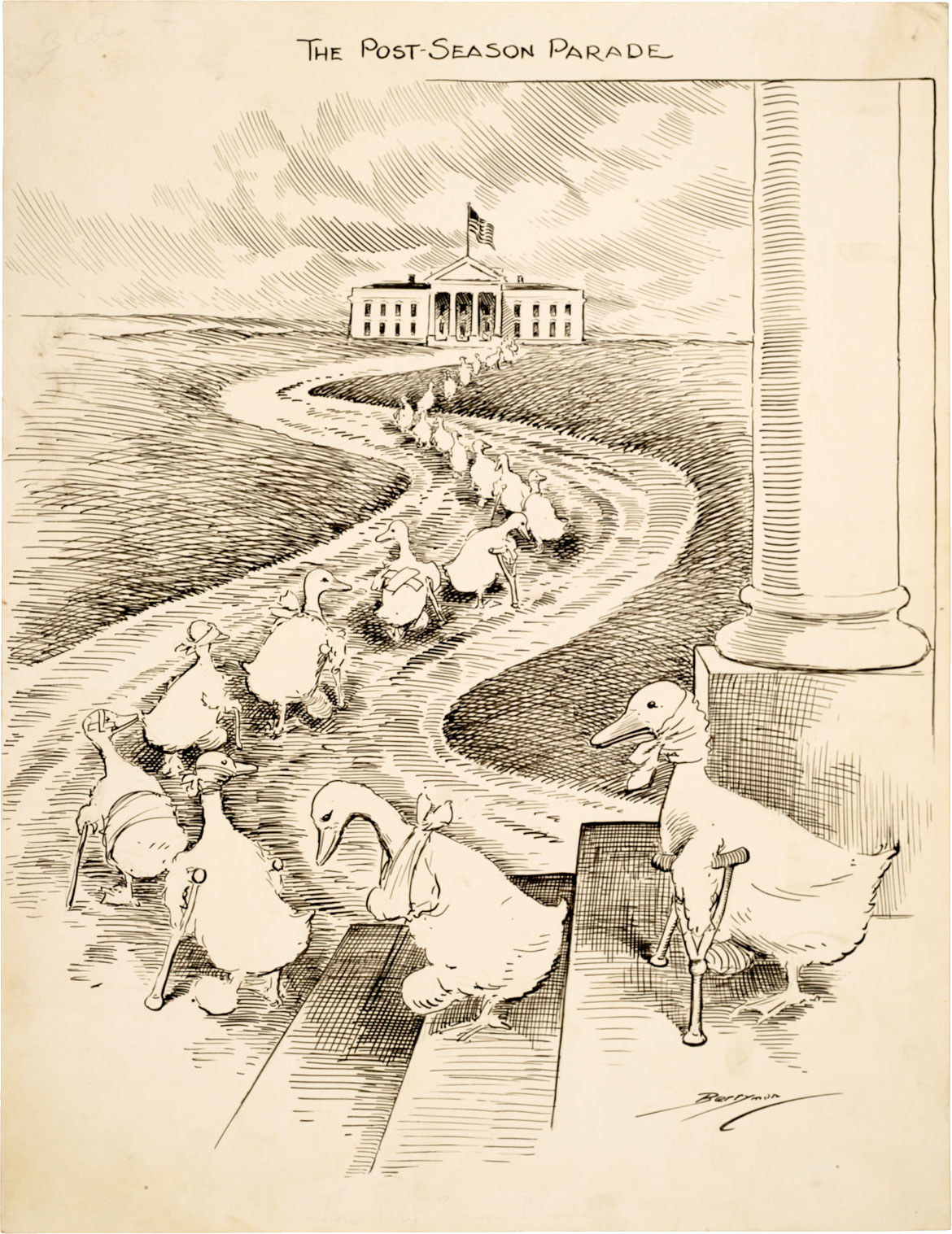
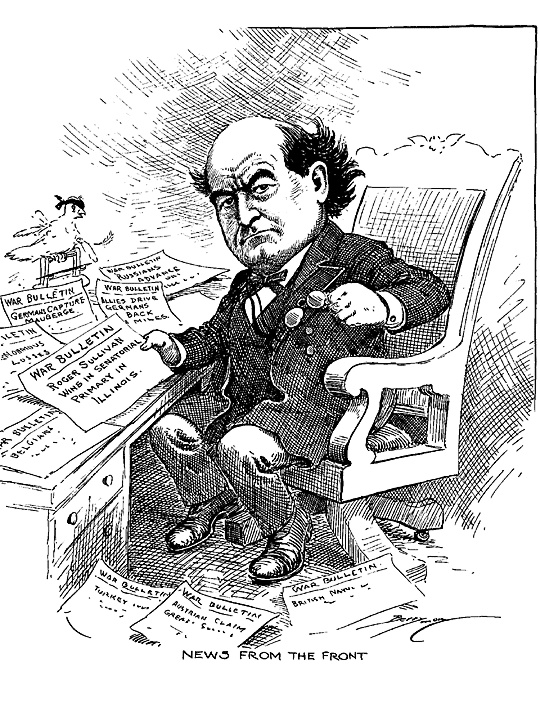

## وصلات خارجية
- كليفورد ك. بيريمان على موقع إن إن دي بي (الإنجليزية)